# Rose Rollins
Rose Rollins est une mannequin et comédienne américaine née le 30 avril 1978.
Originaire de Yonkers, New York, elle vit actuellement à Los Angeles. Rose est essentiellement connue pour son rôle de Tasha Williams dans la série The L Word, qu'elle a intégrée lors de la quatrième saison.

## Cinéma
- 2006 : Mission Impossible III : Ellie, l'amie de Julia, la femme d'Ethan Hunt
- 2014 : Girltrash: All Night Long : Monique Shaniqua Jones

## Télévision
- 2005 : Ma famille d'abord (épisode 26) : une infirmière
- 2007-2009 : The L Word (28 épisodes) : Tasha Williams (VF : Géraldine Asselin)
- 2010 : Chase (16 épisodes) : Daisy Ogbaa
- 2010 : Miami Medical (saison 1 épisode 12) : Meg Baxter
- 2012 : NCIS : Enquêtes spéciales (saison 10 épisode 10) : Navy Lt Comm. Megan Huffner
- 2015 : Harry Bosch (saison 1) : Detective Kizmin Rider
- 2016 : The Catch : Valerie Anderson

## Web-série
- 2007 : Girltrash! : Monique Jones